# Villacidro
Villacidro (sardinski: Bidda de Cidru, Biddexìdru) je grad i općina (comune) u pokrajini Južnoj Sardiniji u regiji Sardiniji, Italija. Nalazi se na nadmorskoj visini od 267 metara i ima 14 076 stanovnika.
 Prostire se na 183,48 km². Gustoća naseljenosti je 77 st/km².
Susjedne općine su: Domusnovas, Gonnosfanadiga, Iglesias, San Gavino Monreale, Sanluri, Serramanna, Vallermosa i Villasor.